# Marcel (chanson)
Pour les articles homonymes, voir Marcel.
Chansons représentant l'Allemagne au Concours Eurovision de la chanson
Zwei kleine Italiener
(1962) Man gewöhnt sich so schnell an das Schöne
(1964)
Marcel est la chanson représentant l'Allemagne au Concours Eurovision de la chanson 1963. Elle est interprétée par Heidi Brühl.
La chanson est la troisième de la soirée, suivant Een speeldoos par Annie Palmen pour les Pays-Bas et précédant Vielleicht geschieht ein Wunder par Carmela Corren pour l'Autriche. À la fin des votes, elle obtient 5 points, finit 9e sur les 16 participants.

## Source de la traduction
- (en) Cet article est partiellement ou en totalité issu de l’article de Wikipédia en anglais intitulé « Marcel (song) » (voir la liste des auteurs).